# Бърт
Окръг Бърт (на английски: Burt County) е окръг в щата Небраска, Съединени американски щати. Площта му е 1287 km², а населението - 7791 души (2000). Административен център е град Текейма.